# Loris Desti
Loris Desti (Crema, 1º gennaio 1900 – ...) è stato un calciatore italiano, di ruolo portiere.

## Carriera
Tra il 1925 e il 1936 giocò per Crema e Cremonese. Con la Cremonese totalizzo 8 presenze in Serie A.